# Либерална демократија
Либерална демократија, позната и као грађанска или буржоаска демократија, је назив за друштвено-политичко уређење, односно најчешћи облик савремене демократије чије је особина репрезентативност уз слободу политичког дјеловања (политички плурализам).
У пракси се либерална демократија исказује кроз власт, која легитимитет црпи на темељу слободних, тајних и поштених избора на којима се равноправно учествује више различитих политичких странака. Либерална демократија у данашњем свијету јавља се, како у облику монархија (уставна монархија, тако и у облику република (парламентарна, предсједничка или полупредсједничка).
Све државе у данашњем западном свијету сматрају се либералним демократијама, а у њима влада широко распрострањено мишљење како управо либерална демократија представља идеално друштвено уређење коме све земље треба да теже; таква схватања проширила су се и на друге дијелове свијета. У најширој јавности се зато, либерална демократија сматра синонимом за демократију.
Либерална демократија се такође сматра једним од циљева за који се залаже идеологија либерализма.

## Особине
Двије главне особине либералне демократије представљају репрезентативност власти те настојање, да се омогући што је могуће више слободе за појединог грађанина. Та два идеала се настоје постићи кроз различите механизме од којих се традиционално наводе:
- Универзално право гласа, које кроз институцију избора за представничке органе (парламент, предсједник и сл.) омогућује да власт, колико год је то могуће, представља израз воље њених грађана;
- Начело једнакости грађана пред законом
- Слобода говора
- Слобода новина и приступ недржавним изворима информација
- Слобода окупљања
- Право на приватну својину и приватност
- Образовање које грађане упућује у њихова права и грађанске обавезе
- Широко и дубоко утемељено грађанско друштво
- Независно судство
- Систем међусобног надзора међу гранама власти
- Уставност, односно различите уставне механизме, којима се настоји спријечити злоупотреба власти, односно ограничавање права и слобода грађана, најчешће кроз:
  - Начело подјеле власти (на чему се углавном инсистира у англосаксонским земљама)
  - Концепт правне државе, према којем сваки поступак власти мора бити усклађен с уставом и законима
  - Грађанска права

## Критике
Критичари система либералне демократије наводе, да становници држава с овим политичким системом имају моћ само у тренутку гласања, након чега одабрана група људи доноси све одлуке. Због тога критичари за овај систем кажу, да је он само фарса која прикрива стварну политички систем олигархије или прецизније плутократије у коме мали број богатих људи управља државом. По томе размишљању једини стварни демократски систем је директна демократија која се такође понекад зове и чиста демократија у којој се све најважније одлуке доносе гласањем свих грађана, а не само малог броја изабраног на изборима. Данас се сматра, да тај наводно идеални систем демократије има само Швајцарска.

### Жеља за аутократијом
Истраживања на подручју Европске уније, чије све државе имају политички систем либералне демократије показују поступно разочарање становништва овим моделом пошто сматрају, да немају никакав утицај на политику и траже да тамошња либерална демократија буде замијењена неким аутократским режимом, гдје се државни вођа неће бринути о изборима. Док у Њемачкој такво размишљање има 33% становника, у Француској и Великој Британији их је 40%, а постотак се још повећава у другим државама све до 60% становника у Пољској и Португалији.

## Порекло
Порекло либералне демократија се може пратити до европског 18. века, и периода просветитељства. У то време, већина европских држава су биле монархије, у којима је политичку моћ држао било монарх или аристократија. Могућност демократије није била озбиљно разматрана политичка теорија још од класичне антике, и широко распрострањено уверење било је да би демократија била инхерентно нестабилна и хаотична у својим политикама због промењивих нахођења народа. Даље се веровало да је демократија у супротности са људском природом, јер су људска бића сматрана инхерентно злим, насилним и да им је неопходан јак вођа да обуздају своје деструктивне импулсе. Многи европски монарси сматрали су да је њихова моћ била одређена од Бога и да је довођење у питање њиховог права на владавину једнако богохуљењу.
Ова конвенционална гледишта испрва је оспоравала релативно мала група просветитељских интелектуалаца, који су веровали да људске послове треба водити разумом и у складу са принципима слободе и једнакости. Тврдили су да су сви људи створени једнаки и да се стога политички ауторитет не може оправдати на бази „племените крви”, наводне привилеговане везе са Богом или било које друге карактеристике за коју се тврдило да чини једну особу супериорном над другима. Они су даље тврдили да владе постоје да би служиле народу - а не обрнуто - и да би закони требало да буду једнако примењиви на оне који владају, као и на оне којима се влада (концепт познат као владавина права).
Неке од ових идеја су почеле да се изражавају у Енглеској у 17. веку. Постојао је обновљени интерес у Велику повељу слободе, а усвајање Петиције права из 1628. године и Habeas Corpus закона из 1679. године успоставили су извесне слободе субјеката. Идеја политичке партије се формирала међу групама које су расправљале о правима на политичко представљање током Патнејских дебата из 1647. године. Након Енглеских грађанских ратова (1642–1651) и револуције из 1688. године, Декларација о правима је донесена 1689. године, којом су кодификована одређена права и слободе. Тај закон прописује потребу за редовним изборима, правила за слободу говора у парламенту и ограничава моћ монарха, осигуравајући да, за разлику од већег дела Европе у то време, краљевски апсолутизам не превлада. То је довело до значајних друштвених промена у Британији у погледу положаја појединаца у друштву и растуће моћи парламента у односу на монарха.